# París Football Club
|  | No s'ha de confondre amb Paris Saint-Germain Football Club o Paris Football Club (femení). |

París Football Club és un club de futbol amb seu a París, França. Actualment competeix a la Ligue 1, la primera divisió del futbol francès.
El París FC juga els seus partits a casa a l'Estadi Jean-Bouin.